# 正義車站
正義車站是臺灣鐵路公司屏東線的一座車站，為高雄鐵路地下化新設的捷運化車站以及高雄捷運黃線預定的捷運車站，車站位於高雄市苓雅區、三民區、鳳山區等3區交界，站體出入口位於苓雅區正義路。

## 車站概要
本站為簡易站，主要停靠區間車、區間快車。興建中的高雄捷運黃線正義站將與此站共站轉乘。
可於站外「臺鐵正義站（正義路）」、「臺鐵正義站（澄清路）」公車站轉乘9條公車路線、1條公車式小黃路線，或租借YouBike。

## 車站構造
未來黃線將新增3個出入口以及與台鐵共站之聯通道。

### 車站樓層
| 地面      | 出入口                     | 出入口                                                    |
| 地下 一樓 | 大廳層                     | 車站大廳、詢問處、自動售票機、驗票閘門 洗手間、共站聯通道 |
| 地下 二樓 | 側式月台，左側開門         | 側式月台，左側開門                                        |
| 地下 二樓 | 1月臺                      | 屏東線 往 鳳山、屏東、潮州 方向（鳳山） →                 |
| 地下 二樓 | 2月臺                      | ← 屏東線 往 臺南、嘉義、斗六 方向（科工館）               |
| 地下 二樓 | 側式月台，左側開門         |                                                           |
| 地下 三樓 | 1號月台                    | ← 黃線 往坔埔方向（寶業滯洪公園站）                       |
| 地下 三樓 | 島式月台，左邊車門將會開啟 |                                                           |
| 地下 三樓 | 2號月台                    | 黃線 往前鎮高中方向（衛武營站）→                          |

## 歷史
- 2017年3月23日：行政院宣布前瞻基礎建設計畫列入高雄捷運黃線之路線規劃，採用地下化的中運量捷運系統，初步路線規劃本站將會設站。[3]
- 2018年10月14日，隨高雄鐵路地下化鳳山計畫工程完工而啟用。設計為兩岸壁式月台兩股道，無待避列車功能，車站出口兩處，設置於現有鐵路路廊北側新建道路上。
- 2022年2月1日～14日為了配合台灣燈會在高雄活動試營運，高雄鐵路地下化後首度有區間快車增停美術館站及正義站。

站體設計
- 車站站體設計為兩山形出入口，以碉堡型態象徵原先座落於附近衛武營所代表軍事基地意義。[4]
- 因考慮自然採光，車站入口使用玻璃帷幕設計。
- 考慮北側開發空間，於地下一樓穿堂層北側使用可敲除牆版，可隨需要敲除，連接北側開發空間。

## 利用狀況
根據2024年資料，本站每日旅運量約為2,751，在台鐵各站中排行第82名。
| 年   | 年間    | 年間    | 年間      | 來源   | 日平均 | 日平均 |
| 年   | 上車    | 下車    | 上下車計  | 來源   | 上車   | 上下車 |
| ---- | ------- | ------- | --------- | ------ | ------ | ------ |
| 2018 | 68,868  | 63,438  | 132,306   | [ 6 ]  | 872    | 1,675  |
| 2019 | 368,045 | 350,501 | 718,546   | [ 7 ]  | 1,008  | 1,969  |
| 2020 | 345,115 | 332,053 | 677,168   | [ 8 ]  | 943    | 1,850  |
| 2021 | 294,003 | 283,010 | 577,013   | [ 9 ]  | 805    | 1,581  |
| 2022 | 325,626 | 312,615 | 638,241   | [ 10 ] | 892    | 1,749  |
| 2023 | 436,407 | 426,873 | 863,280   | [ 11 ] | 1,196  | 2,365  |
| 2024 | 509,351 | 497,532 | 1,006,883 | [ 12 ] | 1,392  | 2,751  |

## 外部連結
- 交通部鐵路改建工程局-鳳山計畫 （页面存档备份，存于）
- 交通部鐵路改建工程局-高雄計畫 （页面存档备份，存于）
- 臺灣鐵路公司 – 正義車站 （页面存档备份，存于）